# Богодухівка

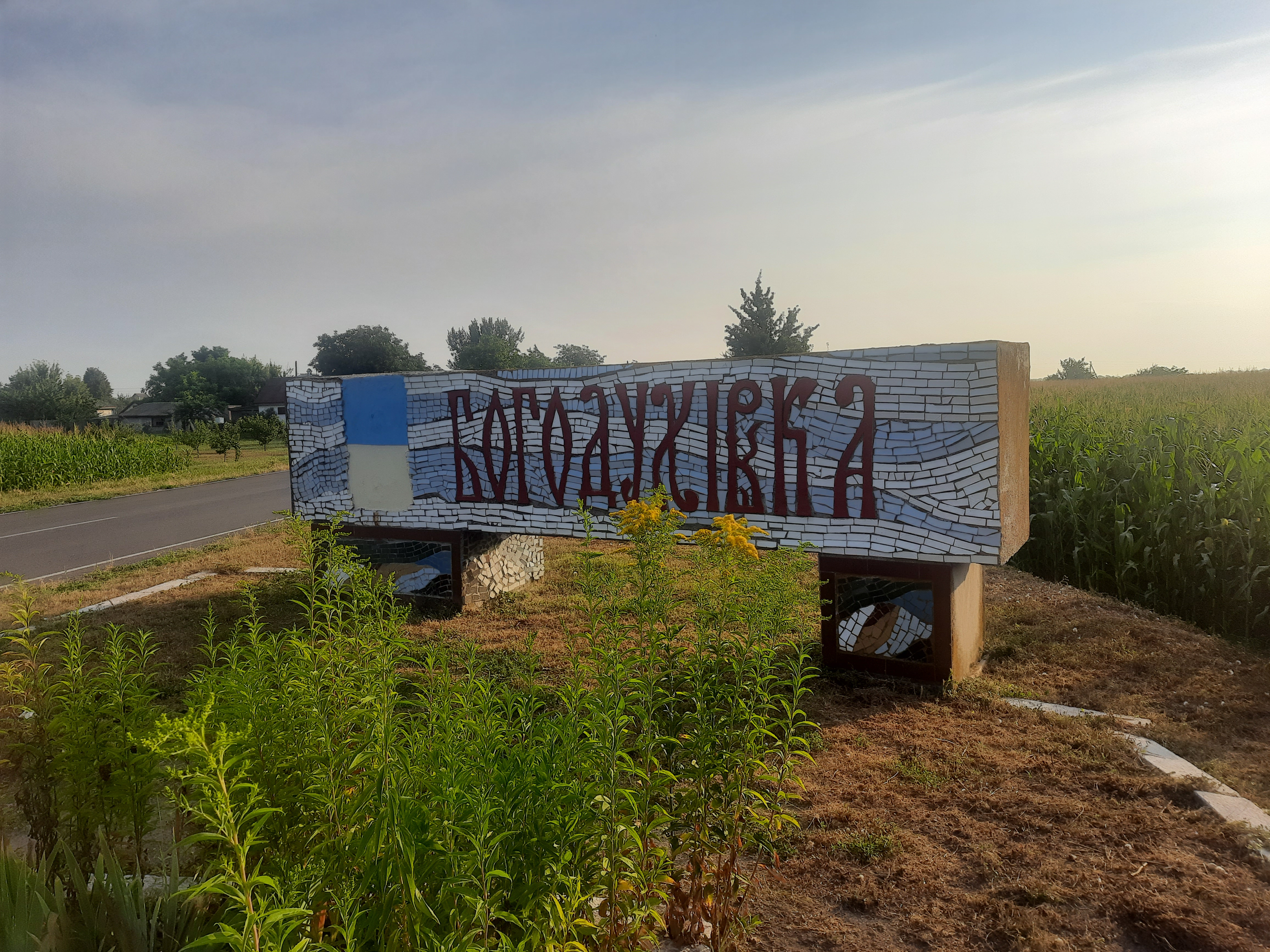
В'їзд у село

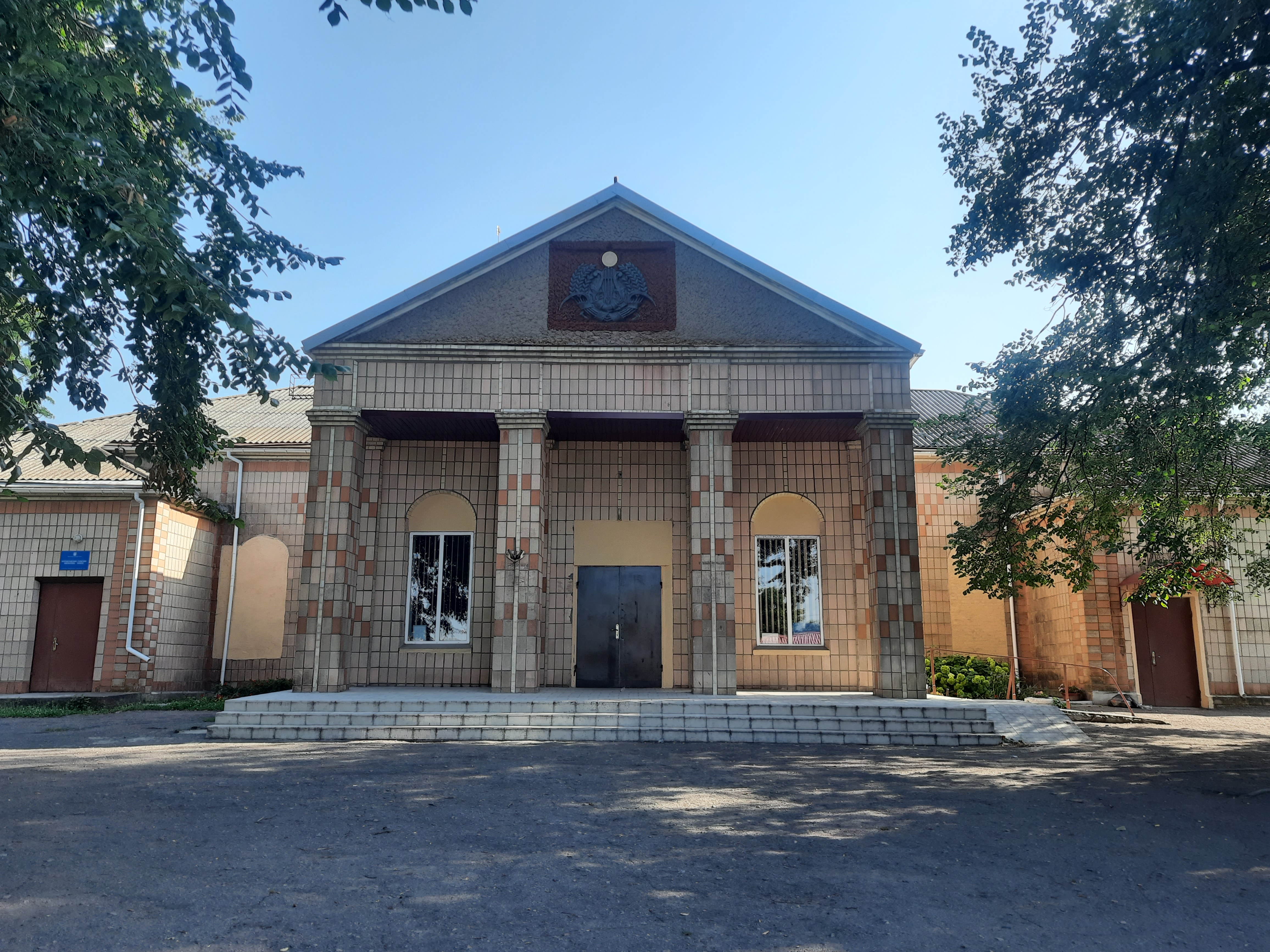
Будинок культури

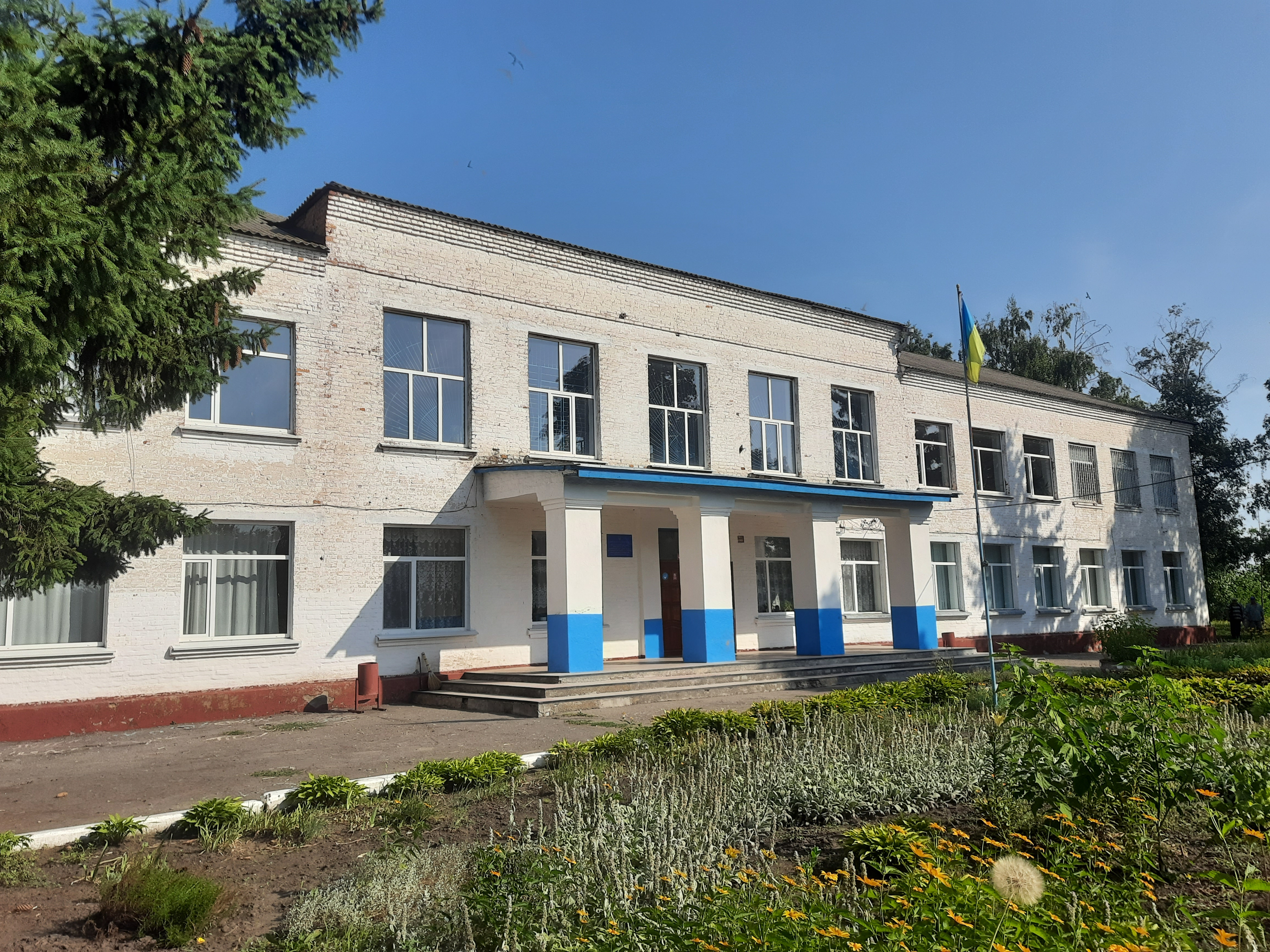
Школа

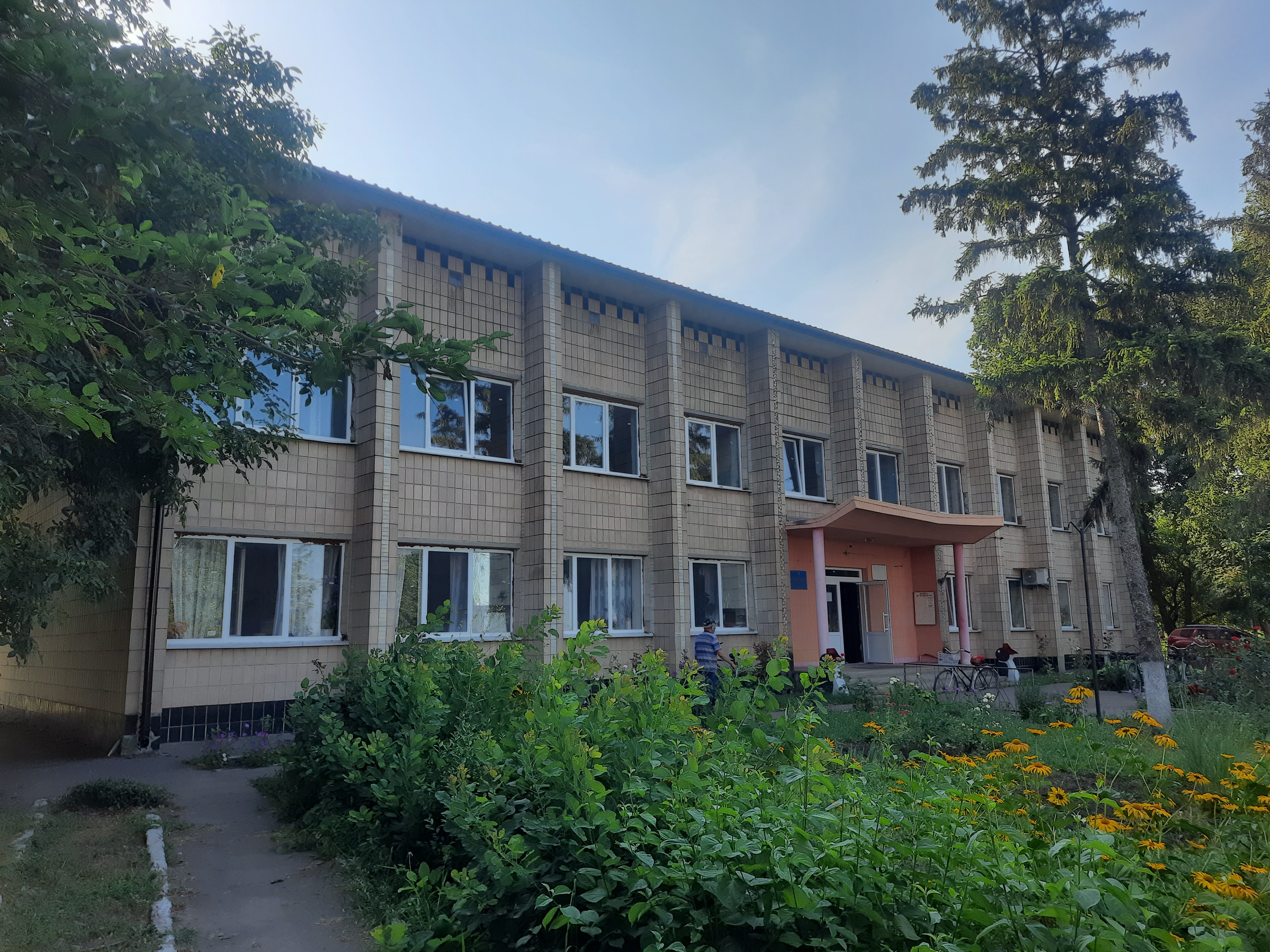
Старостат с. Богодухівка

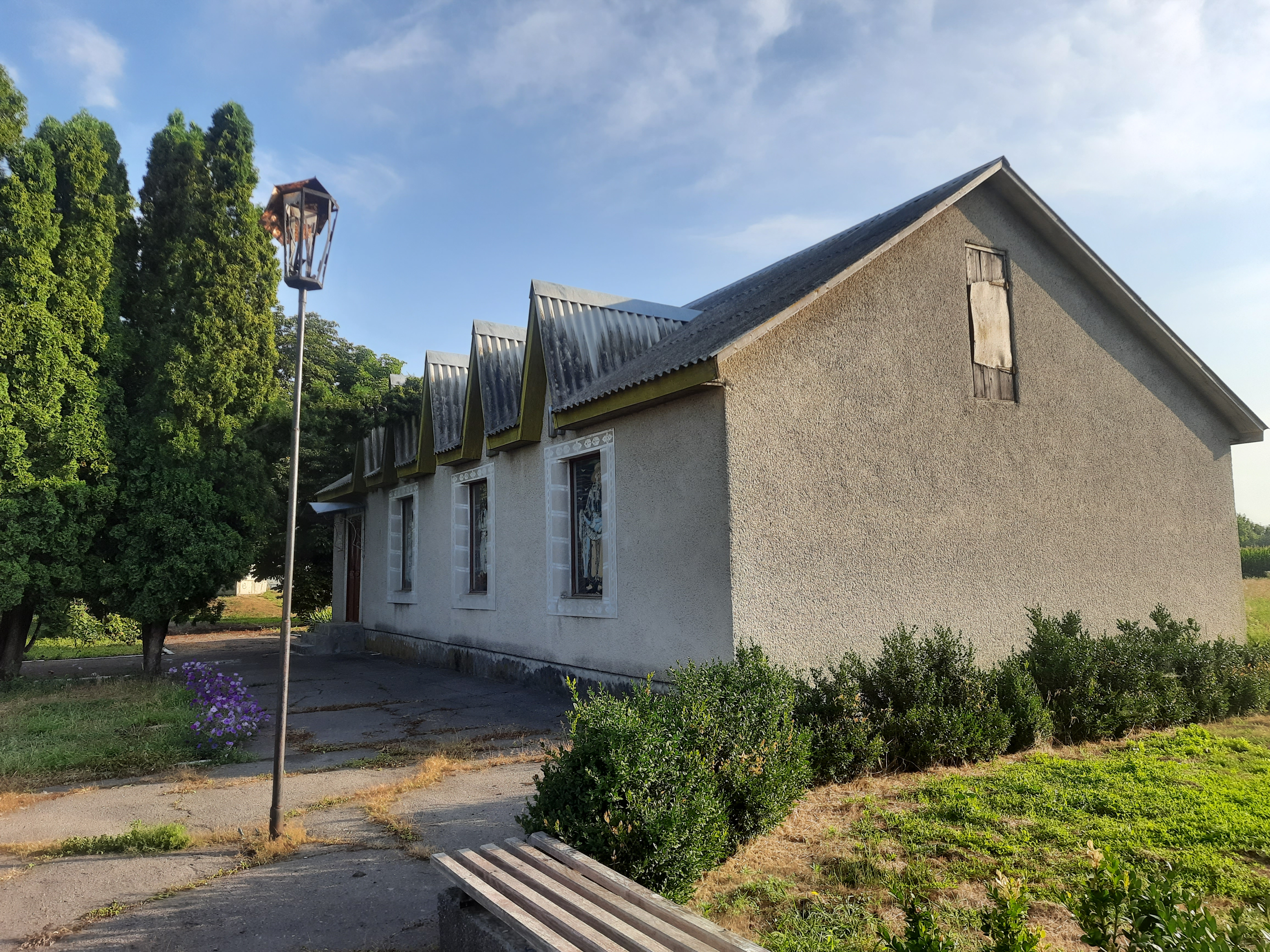
Краєзнавчий музей

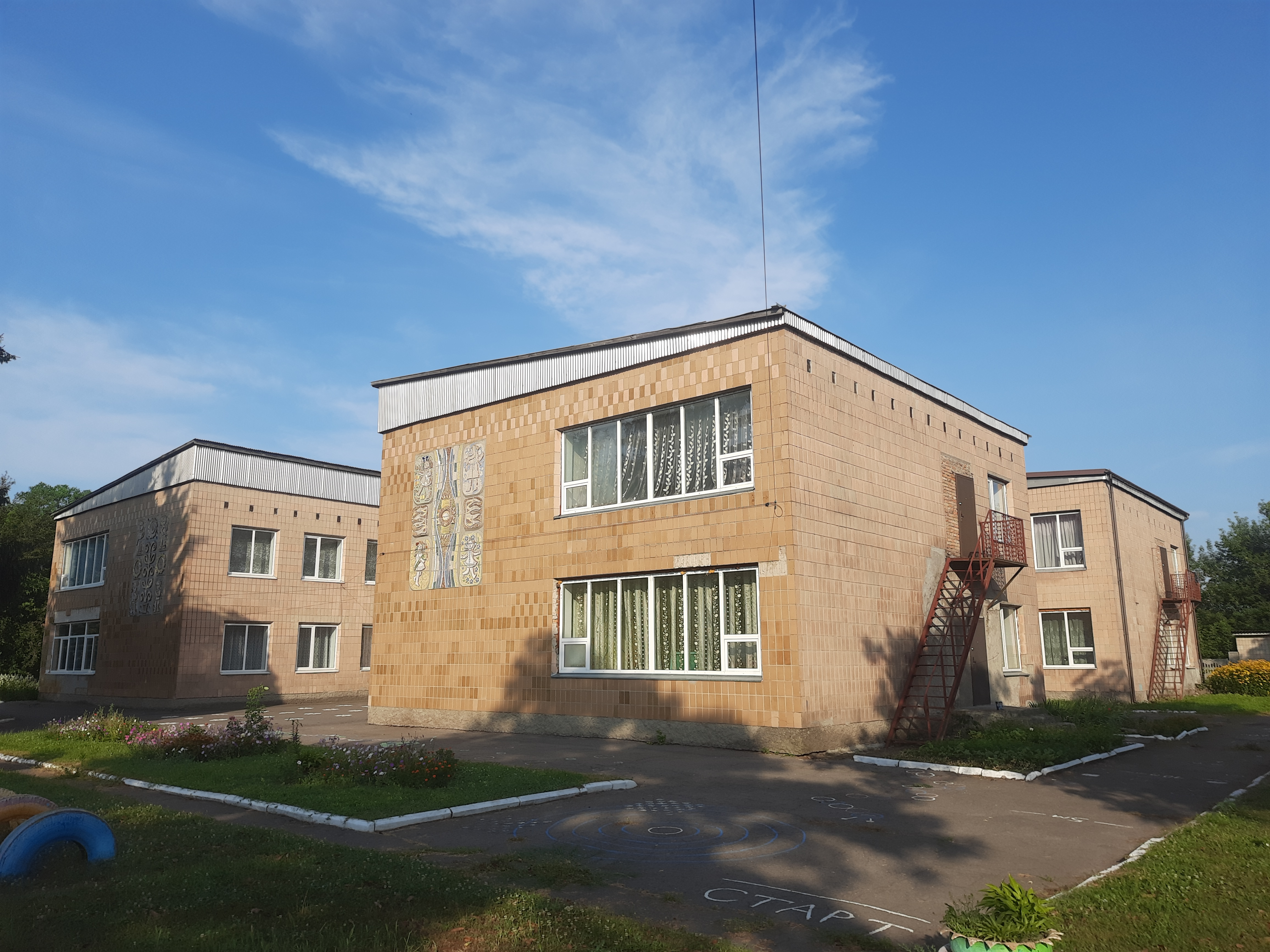
Дитячий садок

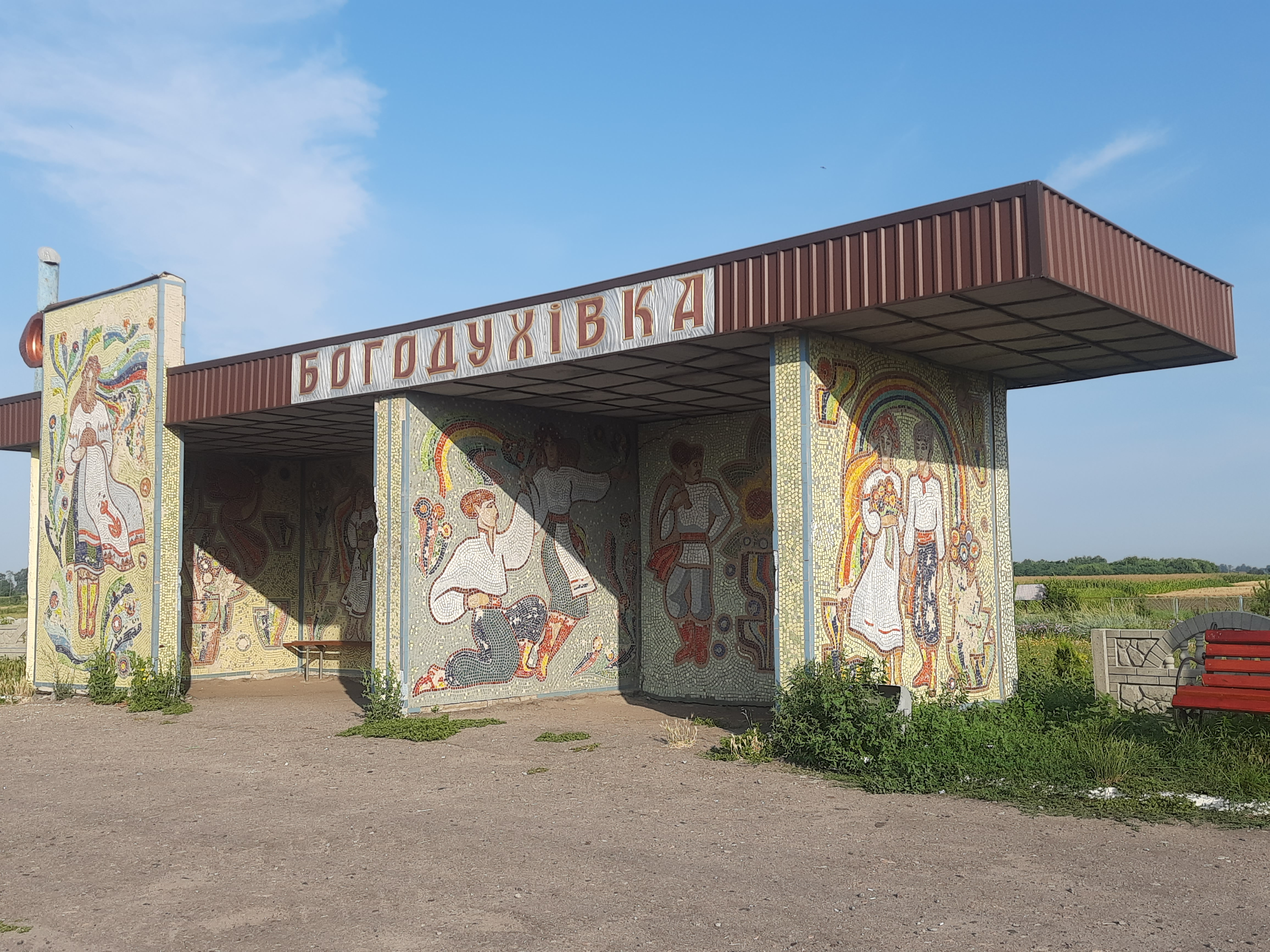
Автобусна зупинка

Богоду́хівка — село в Україні, у Золотоніському районі Черкаської області. Входить до складу Чорнобаївської селищної громади. Площа населеного пункту — 591,9 га. Розташоване за 13 км від центру громади.
У 2018 році до села приєднано сусіднє село Головатівка[джерело?].

## Населення

### Мовний склад
Рідна мова населення за даними перепису 2001 року:
| Мова       | Чисельність, осіб | Доля     |
| ---------- | ----------------- | -------- |
| Українська | 2 442             | 96,87 %  |
| Російська  | 63                | 2,50 %   |
| Інше       | 16                | 0,63 %   |
| Разом      | 2 521             | 100,00 % |

## Історія
Там, де шлях із Золотоноші на Лубни перетинав річку Ірклій, по обох її берегах розкинулося село Богодухівка. Поселення не дуже давнє.
У 1754 р. «Тщением козаков Стефана и Григория Красионов и прочими прихожанами» була споруджена «Церковь во имя Сошествия Святого Духа». Можливо, звідси і назва села Богодухівка (Божий Дух, Святий Дух).
За козаччини село Богодухівка входило до складу Кропивнянської сотні Переяславського полку. Було одним із найбільших поселень своєї сотні.
За описом Київського намісництва 1781 року в сулі Богодухівка Золотоніського повіту було 350 хат, з них козаків виборних — 140, козацьких підпомічників — 11, посполитих власницьких, різночинських і козацьких підсусідків — 199. Крім того в селі проживало 9 сімей різночинців, 1 духівництва, 1 священика. За описом 1787 року у селі проживало 913 душ. Було у володінні різного звання: «казенних людей», козаків і власників: таємного радника Миколи Неплюева, колезьких асесорів Михаила Гриневича і Антона Дарагана.
У 1784 році побудована «при помощи колежского ассесора Петра Дарагана» ще одна — Петро-Павлівська церква., «в 1832г. починена при помощи надворного советника Михаила Дарагана, на каменном фундаменте».
З 1802 р. с. Богодухівка за новим адміністративно-територіальним поділом належала до Золотоніського повіту Полтавської губернії. Була центром Богодухівської волості.
Село є на мапі 1812 року.
У 1891 р. у Богодухівці на кошти земства споруджена дільнична лікарня на 15 ліжок. У 1900 році в ній працював лікар Річард Гнатович Вербицький. У 1908 році при ній вже діяла амбулаторія і аптека. Лікарня обслуговувала жителів трьох волостей (30 сіл, лікар Мекленбурцева).
У 1908 р. в земському училищі навчалося понад 150 учнів, а в волості у 1910 році працювало 8 вчителів. Центрами духовного життя залишались Свято-Духівська та Петро-Павлівська церкви.
В 1910 році, у Богодухівці було описано 799 господарств (сім мали понад 50 дес. землі), у них нараховувалось 4496 осіб (з них 1498 грамотних). Кожне третє господарство відпускало членів родини на заробітки, 38 сімей не мали свого житла. Переважаючим заняттям, як і попередні століття, було землеробство, з цього і жили. Соціальний склад: козацьких родин — 415, селянських — 308, тут проживало 36 єврейських родин.
У 1910—1917 роках у Богодухівці мешкав Іван Піддубний — відомий всьому світу 6-разовий чемпіон, «чемпіон чемпіонів» з французької (греко-римської) боротьби.
Весною 1919 року активно ділили землю. Створено волосний і 20 комбідів у селах волості. У цей неспокійний час на місцях необмежену владу мали радянські комісари.
З донесення Богодухівського волосного виконавчого комітету (голова Вовк, заст. голови Пуха, зам. голови КНС Кузнецов) Золотоніському повітвиконкому 13.02.1921 р. «Прибуваючі у волость військові частини (мова йде про 219-ий полк Кавдивізії) з селянством поводяться дуже негарно, харчування людей і коней покладено на неплатників продподатку, а тим немає чим харчувати військові частини: самі пухнуть від голоду. Хто сплатив продподаток, збули останню скотину і прохарчувати червоноармійців також змоги не мають. Червоноармійці самочинно вимагають з селян харчі і нерідко розправляються з селянством прикладом рушниці або кулаком. Такі вчинки і поводження військових частин виконком рахує незаконними і недопустимими…»
У 1922—1923 роках спостерігалось прагнення влади перейменувати назви деяких сільських рад, зокрема і Богодухівської волості, замінивши її на «Краснознаменську». Проте ці спроби не мали успіху, тим більше, у 1923 році адміністративна реформа скасувала волості. З 7 березня 1923 року Богодухівка — село Чорнобаївського району Золотоніської округи, а з 1925—1926 до 1930 року включно — Черкаської (Шевченківської).
В 1923—1930 роках у селі проходять соціально-економічні перетворення. У 1925 році головою сільради обраний Замана Федот. На 1 січня 1926 року до складу Богодухівської сільської ради входять: с. Головатівка та навколишні хутори: Киселів, Міняйлів, Онищенків, Силин, Шашкевичів, Балка. В селах 1210 господарств з 5703 жителями.
У 1928 р. в Богодухівці відкрито технікум із тваринництва (зоотехнікум), який у 1931 р. переведено у село Іркліїв. У 1930 р. створено шість колгоспів: «Червоний хлібороб» ім. Леніна, ім. II п'ятирічки, «Більшовик», «Червоний шлях», «Перебудова».
Надзвичайно складним для села був перод колективізації. Багато розкуркулених (по Богодухіві — 12 дідичів) вислані за межі району, 30 родин — в межах району на непридатні землі в межах села. Щороку на виборах позбавлялись 30, а іноді і більше мешканців села виборчих прав (урядники, духовенство, колишні городові, стражники і інші).
У 1930 р. також створено колгоспи ім. Петровського, у 1931—1932 рр. виникли «Червоний шлях», «Перебудова», «Більшовик», «Друга п'ятирічка». У 1936 р. колгосп ім. Петровського перейменований в ім. Яковлєва, а в 1938 — в ім. Леніна, у цьому ж році «Перебудова» — в ім. Калініна (с. Головатівка).
У 1934 році з'явилася перша МТС. Богодухівська МТС обслуговувала колгоспи сіл Богодухівки, Красенівки, Іванівки, Савко-Приліпки, Чорнобая, Канівець.
Красномовно колективізація відобразилась на долях багатьох місцевих селян. У 1929—1930 роках органи ОДПУ відправили на 3 роки в концтабори хліборобів: О. М. Гаврика (1883 р.н), І. Я. Грищенка (1896 р.н), на 5 років Червінька Степана Івановича (1881 р.н) — зятя І. М. Піддубного по сестрі Євдокії, на 10 років — грабаря О. І. Водяника (1895 р.н.), одноосібника П. Ф. Шепеля (1880 р.н) Тяжкими для села видались голодні 1932—1933 роки. Лише поіменно встановлено 181 особу, вимерли сімۥї Ракового Харлампія (12 дітей), Богомаза Т. Ф. (5 чол.), Хоруженків(4 чол.).
На середину 30-х років у селі діяло 2 початкові, семирічна та середня школи. Працював клуб при МТС, бібліотеки, кінопересувка, лікарня на 25 ліжок.
Не все було просто у радянському буденному житті. Репресії проти «дідичів» у на початку 1930-х років переросли у репресії проти «ворогів народу» у 1937—1938 роках. Їм піддалось за неповними даними 15 уродженців села. Частина вже були колгоспниками в сусідніх селах Франківці, Тарасівці, дехто взятий з Золотоноші. А безпосередньо з села у 1937—1938 році взяті і розстріляні І. Я. Квітка (1900—1937), конюх К. С. Красюк (1907—1937).
Понад 1000 жителів Богодухівської сільської ради були призвані на фронти німецько-радянської війни, 603 загинули (з них 18 закатовано в Золотоноші). В бою за село 20 вересня 1941 р. загинув військовий журналіст, письменник, автор повісті Танкер «Дербент» Юрій Кримов. Йому споруджено в центрі села пам'ятник. В час окупації на каторжні роботи вивезено 108 осіб. При відступі німці спалили приміщення 6 колгоспів, 2 млини, весь скошений і необмолочений хліб, приміщення МТС, школи, сільмаг, 70 будинків, 3 мости через р. Ірклій, вигнали 945 голів ВРХ (в тому числі 522 корови), забили більше 100 свиней, 123 вівці.
Німецький окупаційний режим у селі тривав 2 роки і 2 дні. Відступаючи, гітлерівці спалили всі будівлі шести колгоспів, МТС, клуб, середню школу, вальцьовий млин, 70 хат колгоспників, 3 мости через річку Ірклій, скошений і необмолочений хліб на полях, сільмаг із зерном.
23 вересня 1943 року село було відвойоване військами СРСР. За роки війни в бойових діях загинуло 599 богодухівчан, 347 пропали безвісти. На каторжні роботи до Німеччини з села нацисти вивезли 108 юнаків і дівчат. Місцеві колгоспи переживали період реконструкції та організаційної перебудови.
У 1950 році з 6 колгоспів утворилося З, а в 1953 р. вони злилися в один ім. Петровського. Село потроху відбудовувалося: реорганізовано МТС у РТС, побудовано клуб, будинок для середньої школи.
1960-70-ті роки відзначилися новобудовами. У 1964 році зведено приміщення середньої школи. З'явилося нове приміщення контори, два будинки механізатора, чотири будинки тваринника. У центрі села створено їдальню, два двоквартирні будинки для спеціалістів.

## Сьогодення
На території села знаходиться СТОВ «Богодухівське», фермерські господарства, загальноосвітня школа. Працюють дільнична лікарня, відділення зв'язку та філія Ощадбанку, приватні торговельні точки, перукарня, сільський краєзнавчий музей, картинна галерея, кімната бойової слави, Будинок культури, бібліотека-філія.
Культурою представлені:
- Сільський БК
- Картинна галерея
- Краєзнавчий музей
- Народний фольклорний колектив «Веселі молодички» — неодноразові переможці в селі Великі Сорочинці, селі Пирогів, м. Іллічівськ (приз глядацьких симпатій) та багато інших фестивалів.

## Відомі люди
У Богодухівці народилися:
- Ворона Василь Прокопович — засновник, директор та режисер-постановник 1-го Донецького Державного Укрдрамтеатру Р. К. Т.
- Глиб Яків Йосипович (1912 — 1987) — заслужений артист УРСР.
- Згура Олександр Миколайович (1955 р.н.) — заслужений лікар України, хірург Одеського онкологічного диспансера.
- Приліпка Олексій Васильович (1944 р.н.) — Герой України, керівник агропідприємства «Пуща водиця».

- Назаренко Георгій Станіславович  (1990 р.н.) — заслужений артист України, лауреат премії Оскар.

- Савич Олександр Андрійович (псевдонім Іван Тарасенко) (1846 — 1902) — письменник, правник.

## Використані джерела і література
1. ↑  Рідні мови в об'єднаних територіальних громадах України — Український центр суспільних даних
2. 1 2  Український науково-дослідницкий інститут архівної справи та документознавства. Зведений каталог метричних книг що зберігаються в державних архівах України  т.4, ст. 535 (PDF) (укр.). Архів оригіналу (PDF) за 10 квітня 2021. Процитовано 19 листопада 2021.
3. 1 2  Український науково-дослідницкий інститут архівної справи та документознавства. Зведений каталог метричних книг що зберігаються в державних архівах України  т.3, ст. 451-452 (PDF) (укр.). Архів оригіналу (PDF) за 18 жовтня 2021. Процитовано 19 листопада 2021.
4. ↑  Зведений каталог метричних книг, клірових відомостей та сповідних розписів (укр.). Центральний державний історичний архів України, м. Київ (ЦДІАК України). Архів оригіналу за 19 листопада 2021. Процитовано 19 листопада 2021.
5. ↑  Приліпко М. Іван Піддубник — Сила України — 4. — 2006 . — С. 39
6. 1 2  ДАПО Ф — 706 — Оп 4 — Спр. 299. — С. 25 зв
7. ↑  Описи Київського намісництва 70-80 років XVIII ст.: Описово-статистичні джерела/ АН УРСР. Археогр. комісія та ін.— К.: Наукова думка, 1989.— 392 с.— ISBN 5-12-000656-6. — С. 107, 241
8. ↑  Адміністративно–територіальний поділ Полтавщини (1648—1941 рр.) — довідник… Полтава — 2002. — С. 31- 33
9. ↑  Большая карта Российской Империи 1812 года для Наполеона. www.etomesto.ru. Архів оригіналу за 19 листопада 2021. Процитовано 19 листопада 2021.
10. ↑  Приліпко М. Чорнобаївщина. Велична історія рідного краю. — Черкаси — 2008. С. — 201, 209, 251, 253, 254
11. ↑  ДАЧО Р — 1868 — Оп.1 — Спр.14. — С. 83
12. ↑  ДАЧО Р — 546– Оп.1 — Спр.25 — С. 19-20
13. ↑  ДАЧО Р — 546 — Оп.1 — Спр. 46 — С. 102—104
14. ↑  Черкаське округове статистичне бюро. Список поселень Черкаської округи — Черкаси — 1926
15. ↑  Приліпко М. Чорнобаївщина. Велична історія рідного краю. — Черкаси — 2008. — С. 324—326
16. ↑  Реабілітовані історією — Кн. ІУ — КН.У
17. ↑  Голодомор 1932—1933. Чорнобаївщина пам"ятає. — Черкаси — 2008. — С. 142—149
18. ↑  Реабілітовані історією — Кн. ІУ — Кн. ІІІ
19. ↑  Приліпко М. Чорнобаївщина. Велична історія рідного краю. — Черкаси — 2008. — С. 370
20. ↑  ДАЧО Р — 1087 — Оп.1 — Спр. — С. 2 218